# Fritz Steinacker
Fritz Steinacker, né le 25 décembre 1921 à Queck, près de Schlitz et mort le 6 janvier 2016 à Francfort-sur-le-Main, est un avocat et notaire allemand.
D'après le fichier des membres du parti nazi, Steinacker a adhéré le 1er septembre 1939 au NSDAP. En 1941, il reçoit une formation de pilote, à Finsterwalde entre autres. Il est ensuite pilote de bombardier dans des escadrons de chasse.
Steinacker est connu pour avoir été l'avocat de criminels nazis tels que Josef Mengele (à partir de 1961), Aribert Heim (à partir de 1962), Otto Hunsche (de), Viktors Arājs, Hermann Krumey (de), Pery Broad, Martin Sandberger, Arnold Strippel et Victor Capesius. Il est avocat de la défense au premier procès d'Auschwitz (avec son mentor Hans Laternser (de), dans le cabinet d'avocats duquel il est associé depuis 1955) ainsi qu'au procès de Majdanek. Dans plusieurs procès, il obtient des peines nettement plus légères que la réclusion à perpétuité pour ses clients, allant jusqu'à obtenir des peines avec sursis. Il estime lui-même qu'il a défendu des criminels nazis présumés dans plus de 25 affaires. Il en a également représenté, dans le cadre de procurations légales, hors du domaine juridictionnel.
Il adhère à la CDU à la fin des années 1970 et, de son propre aveu, se considère positionné à l'aile libérale du parti. Il est président d'honneur de l'Association de gymnastique et de sport de Francfort (de). Pour services rendus dans ce cadre, il reçoit la Croix fédérale du mérite.
Il est le père de Peter Steinacker (de), président de l'église évangélique de Hesse et de Nassau.